# サラ・ジェシカ・パーカー
サラ・ジェシカ・パーカー（Sarah Jessica Parker, 1965年3月25日 - ）は、アメリカ合衆国の女優、映画プロデューサー。

## 来歴

### 生い立ち
オハイオ州ネルソンヴィル生まれ。父スティーヴン・パーカーは実業家兼ジャーナリスト、母バーバラ・パーカー（旧姓ケック）は幼稚園の教諭。母はイングランド系およびドイツ系、父はニューヨーク市ブルックリン出身の東欧系ユダヤ人（アシュケナジム）。父方のもともとの姓は「バーカーン」と称した。パーカー自身は自分を文化的・エスニック的にユダヤ系であると考えているが、とくに信仰活動は実践していない。シンシナティにいた当時から母はニューヨーク式のライフスタイルに同化していたとパーカーは語っている。1968年に両親が離婚。その後母はトラック運転手でアカウント・エグセクティブのポール・フォーストと再婚。パーカーは3人の実兄姉および4人の異父弟妹とともにオハイオ州シンシナティやニュージャージー州、ニューヨーク市で育った（これら兄弟姉妹のなかには、ティモシー・ブリテン・パーカーとピッピン・パーカーの2人の俳優がいる）。子供の頃から歌とバレエを学び、「シンシナティ・バレエ」に所属した。

### キャリア
8歳でテレビに初出演した子役出身。11歳の時にブロードウェイデビューし、13歳の時にミュージカル『アニー』で2年間アニーを演じた。1981年から出演したテレビシリーズ『Square Pegs』で人気となる。
1984年公開の『家族の絆』で本格的に映画に出演し、同年公開の青春映画『フットルース』で注目を集める。翌年公開の『ハイスクールはダンステリア』で映画初主演を果たす。以降は『L.A.ストーリー/恋が降る街』や『エド・ウッド』などに出演。

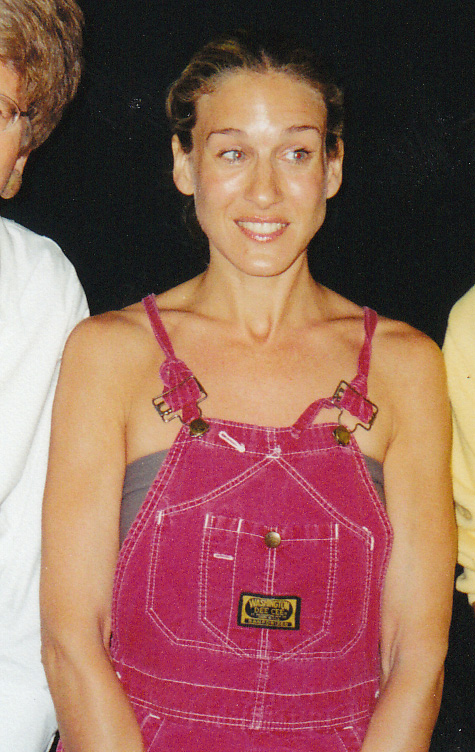
サラ・ジェシカ・パーカー（1999年）

1998年放送開始のテレビシリーズ『セックス・アンド・ザ・シティ』で、主人公のキャリー・ブラッドショーを演じ、人気を不動のものにした。この作品でゴールデングローブ賞主演女優賞（テレビ部門）を4度、エミー賞主演女優賞を2度受賞した。しかし、2011年2月26日、『セックス・アンド・ザ・シティ2』で他3名の主演キャストたちと同時にラジー賞最低主演女優賞、最低スクリーンカップル・スクリーンアンサンブル賞を受賞した。
このキャリー役以降、アメリカではファッションリーダー的存在で彼女のスタイルを真似する女性が増出。また自身の香水ブランドを作り、ラブリーとコベットと言う名前の香水を販売。2007年には自身のファッションブランド「Bitten」をはじめることを発表した。2008年4月には日本コカ・コーラが発売するノーカロリー　コカ・コーラのリニューアルと同時に彼女のイラストがデザインされた缶（250ml、350ml）とペットボトル（1500ml）が発売された。また、同製品のCMにも出演している。ただしセリフはなく、登場しているだけである。

## 私生活
1984年から1991年まで俳優のロバート・ダウニー・Jrと交際していたが、ダウニーには薬物使用の問題があり、これが二人の関係に破綻をきたした。1997年に俳優のマシュー・ブロデリックと結婚、2002年10月28日に長男（ジェームズ・ウィルキー・ブロデリック）を出産。2009年6月23日、代理母出産で双子の女児が誕生した。名前はMarion Loretta Elwell（マリオン・ロレッタ・エルウェル）とTabitha Hodge（タビサ・ホッジ）。
『セックス・アンド・ザ・シティ』で共演したキム・キャトラルとは現場でのいじめ問題など長年に渡り不仲が伝えられており、キムの弟が亡くなった際、インスタグラムの投稿にお悔やみのコメントを送ったサラに対して、キムは新たに「あのサラという偽善者はいつになったらあなたを放っておいてくれるのか？と母に聞かれたわ。はっきりさせておきたいんだけど、あなたは私の家族でも友達でもないわ」「あなたがそうする度に私はあなたが当時も今もどれだけ残酷だったかを思い出す」「最後にもう一度だけ言うけど、あなたの良い子ちゃんイメージを再築するのに私の家族の悲劇を利用するのはやめてちょうだい」と投稿した。

## 資産

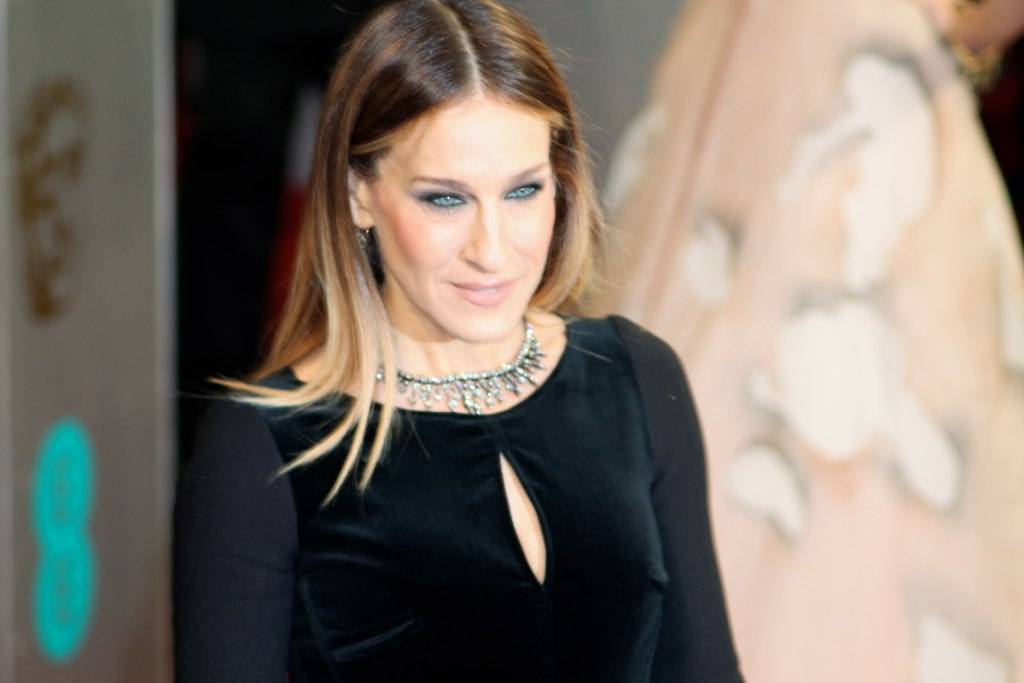
サラ・ジェシカ・パーカー（2013年）

2010年12月、オズモールによるとニューヨークの高級住宅街アッパー・ウエスト・サイドにあるタウンハウスを2100万ドル（日本円で約17億円）で購入したという。このタウンハウスは、約10メートル四方で天井の高さが約3メートルのリビングルームにベッドルームが8部屋、バスルームが5つ、ミニバスルームが5つ備えつけられた豪華なものだという。サラが購入した物件はこれで4軒目で、サラと夫のマシュー・ブロデリックは3人の子供達を育てるために理想の家を見つけようと1年近く探していたという。今年（2010年）の始め頃には54ポンド・ストリートにある豪邸や2400万ドル（日本円で約20億円）のタウンハウス、またマドンナが以前に住んでいた家にも興味を持っていたが、マドンナ宅からの騒音が原因で近所の人たちがセレブ嫌いになり、その物件を購入するのは諦めたという。
2010年8月、米経済誌『フォーブス』が「ハリウッドで最も稼ぎのいい女優」を発表し、2,500万ドル（日本円で約22億5,000万円）を稼いで5位にランクインした。このランキングは映画などの出演料だけでなく、香水や洋服のプロデュースやCM契約などの金額を合わせて計算されている。
2011年7月、『フォーブス』電子版が「ハリウッド女優の所得番付」を発表し、3000万ドル（日本円で約24億円）で1位となった。同誌はエージェントやマネージャー、プロデューサー、弁護士などに連絡を取り、2010年5月から2011年5月までの収入を調査したという。今回の収入は自身がプロデュースも手掛ける大ヒットドラマ「セックス・アンド・ザ・シティ」の再放送や同ドラマの映画化2作目がヒットしたことなどが大きいという。

## 裁判

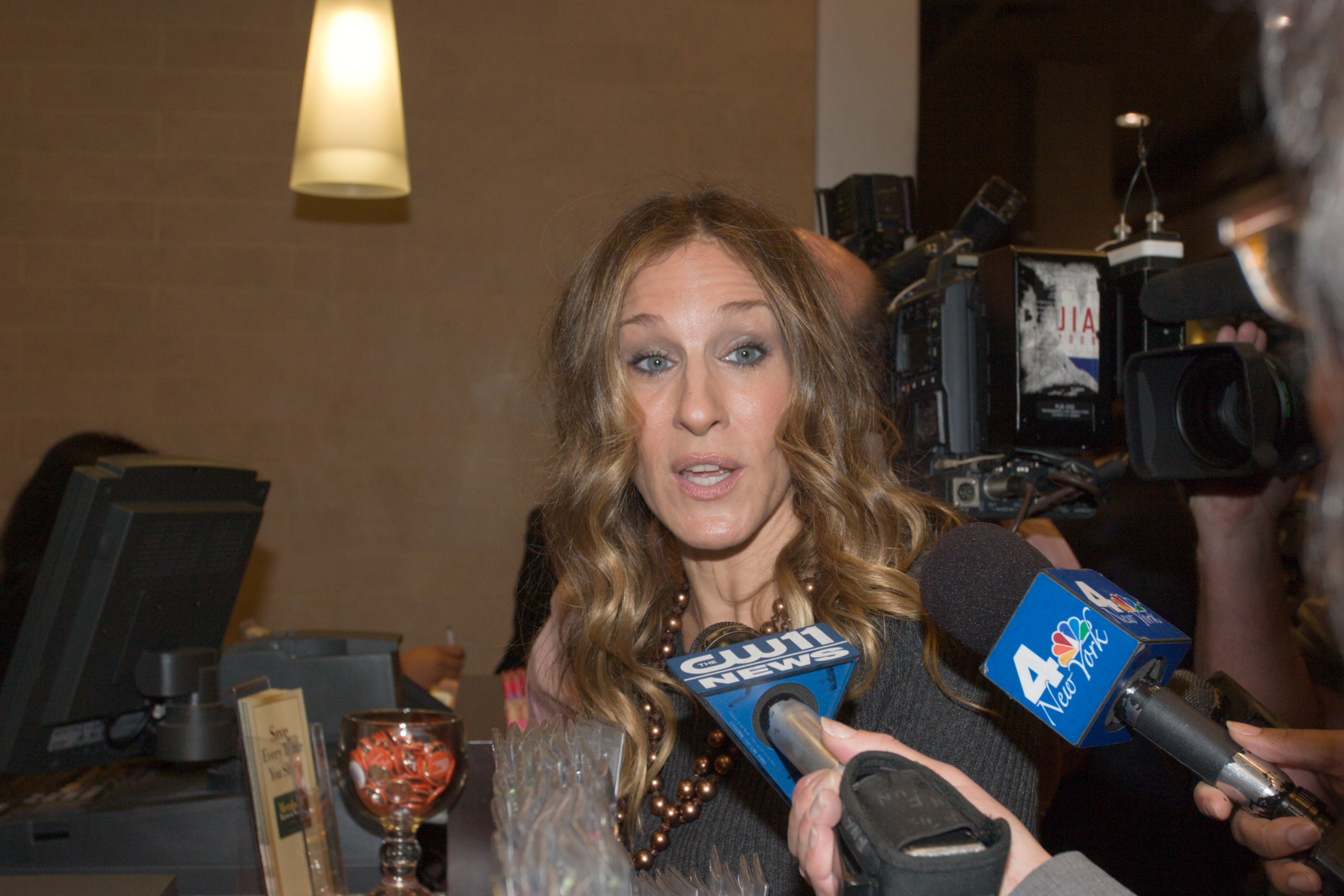
サラ・ジェシカ・パーカー（2008年）

2018年、サラとジュエリー会社ケイト・フローレンス・デザインは2015年10月にサラの名を冠したブランドの創設とサラ本人によるプロモーションをおこなう契約を750万ドルで交わしたが、2018年にブランド側が契約不履行であるとしてサラを相手に提訴した。
サラは契約事項としてプロモーションのためのイベント出演やロンドン店の開店セレモニーへの出演の約束などを交わしていたにもかかわらず、テレビドラマの撮影があるという理由で出席せず、代わりに自身の香水ブランドのお披露目会には出席するなどしていた。この香水ブランドのお披露目は同じロンドンで行われていたものだった。また2017年のゴールデングローブ賞でブランドのジュエリーを着用し、会社の社長と写真撮影する予定があったがそれも反故にした。またブランドのプロモーションの為のインタビューに答えるのには同意したものの、「ブランドの宣伝をするぐらいなら自分のテレビ番組を宣伝したほうがよほど自分のためになる」と主張するなどブランド側は高額の契約を交わしたにもかかわらず、仕事をしないサラに怒りを見せた。
更にブランド側はサラに貸したジュエリー数点がまだ返ってきていないとも主張。

## 主な出演作品

### 映画
| 公開年 | 邦題 原題                                                   | 役名                     | 備考       |
| ------ | ----------------------------------------------------------- | ------------------------ | ---------- |
| 1984   | フットルース Footloose                                      | ラスティ                 |            |
| 1984   | 家族の絆 Firstborn                                          | リサ                     |            |
| 1985   | ハイスクールはダンステリア Girls Just Want to Have Fun      | Janey Glenn              |            |
| 1986   | ナビゲイター Flight of the Navigator                        | キャロリン               |            |
| 1987   | ルーム・アップステアーズ/空き部屋あります The Room Upstairs | Mandy Janovic            | テレビ映画 |
| 1988   | ミッドナイト・プリズナー Dadah Is Death                     | レイチェル・ゴールドマン | テレビ映画 |
| 1989   | 熱砂の恋/アヴァンチュール・サマー Life Under Water          | エイミー・ベス           | テレビ映画 |
| 1991   | L.A.ストーリー/恋が降る街 L.A. Story                        | サンディ                 |            |
| 1992   | ジェシカ/無垢なる願い In the Best Interest of the Children  | キャリー・ケイン         | テレビ映画 |
| 1992   | ハネムーン・イン・ベガス Honeymoon in Vegas                 | ベッツィー / ドナ        |            |
| 1993   | ホーカス ポーカス Hocus Pocus                               | サラ・サンダーソン       |            |
| 1993   | スリー・リバーズ Striking Distance                          | ジョー・クライストマン   |            |
| 1994   | エド・ウッド Ed Wood                                        | ドロレス                 |            |
| 1995   | マイアミ・ラプソディー Miami Rhapsody                       | グウェン・マーカス       |            |
| 1995   | サンシャイン・ボーイズ/すてきな相棒 The Sunshine Boys       | ナンシー・クラーク       | テレビ映画 |
| 1996   | 失恋セラピスト If Lucy Fell                                 | ルーシー                 |            |
| 1996   | 大いなる相続 The Substance of Fire                          | サラ                     |            |
| 1996   | ファースト・ワイフ・クラブ The First Wives Club             | シェリー・スチュワート   |            |
| 1996   | ボディ・バンク Extreme Measures                             | ジョディ                 |            |
| 1996   | マーズ・アタック! Mars Attacks!                             | ナタリー・レイク         |            |
| 1997   | あなたに逢えるその日まで… 'Til There Was You                | フランチェスカ           |            |
| 1999   | ダドリーの大冒険 Dudley Do-Right                            | ネル                     |            |
| 2000   | イズント・シー・グレート State and Main                     | クレア                   |            |
| 2002   | アイ ラブ ヒットマン Life Without Dick                      | コリーン・ギブソン       |            |
| 2005   | 幸せのポートレート The Family Stone                         | メレディス・モートン     |            |
| 2006   | 恋するレシピ 〜理想のオトコの作り方〜 Failure to Launch     | ポーラ                   |            |
| 2008   | 賢く生きる恋のレシピ Smart People                           | ジャネット               |            |
| 2008   | セックス・アンド・ザ・シティ Sex and the City: The Movie    | キャリー・ブラッドショー | 兼製作     |
| 2009   | 噂のモーガン夫妻 Did You Hear About the Morgans?            | メリル・モーガン         |            |
| 2010   | セックス・アンド・ザ・シティ2 Sex and the City 2            | キャリー・ブラッドショー |            |
| 2011   | ケイト・レディが完璧な理由 I Don't Know How She Does It     | ケイト・レディ           |            |
| 2011   | ニューイヤーズ・イブ New Year's Eve                         | キム                     |            |
| 2013   | スペースガーディアン Escape from Planet Earth               | キラ                     | 声の出演   |
| 2016   | ローマ発、しあわせ行き All Roads Lead to Rome               | マギー                   |            |
| 2018   | 私のニューヨーク Here and Now                               | ヴィヴィアン             | 兼製作     |

### テレビシリーズ
| 放映年    | 邦題 原題                                                                      | 役名                     | 備考                      |
| --------- | ------------------------------------------------------------------------------ | ------------------------ | ------------------------- |
| 1990-1991 | 7人の検事 Equal Justice                                                        | ジョー・アン・ハリス     | 26エピソードに出演        |
| 1998-2004 | セックス・アンド・ザ・シティ Sex and the City                                  | キャリー・ブラッドショー | 主演で94エピソードに出演  |
| 2012      | glee/グリー glee                                                               | イザベル・ライト         | ゲストで3エピソードに出演 |
| 2016-2019 | DIVORCE/ディボース Divorce                                                     | フランシス・デュフレーン | 主演で24エピソードに出演  |
| 2021      | AND JUST LIKE THAT... / セックス・アンド・ザ・シティ新章 AND JUST LIKE THAT... | キャリー・ブラッドショー | 主演で10エピソードに出演  |

### CM
- 日本コカ・コーラ 「ノーカロリー　コカ・コーラ」（2008）

### その他
- 日本のジュエリーメーカー、サマンサ・タバサと契約し、パーカー自身がデザインしたバッグやジュエリーを販売している。
- 2014年に自身のブランド、SJP・バイ・サラ・ジェシカ・パーカーを立ち上げ、シューズ、バッグ、洋服、iPhoneケースなどのコレクションを展開。
- 自身のブランド、SJP Collectionの期間限定(2017年11月24日から12月3日)ショップをニューヨーク(640 Fifth Avenue)にオープンした。彼女は、自身のインスタグラムで、「NYのみんな、今までで一番カラフルなブラック・フライデーの準備をしておいて」などと宣伝。実際、オープン前には彼女がスタッフと念入りにオープン準備する姿を見ることができた。

## 日本語吹き替え

### 担当声優
永島由子
『セックス・アンド・ザ・シティ』でサラが演じた主人公キャリー・ブラッドショー役に起用されて以降、ほぼ専属（フィックス）に近い形でサラが出演する大半の作品の吹き替えを担当している。
- セックス・アンド・ザ・シティ
  - セックス・アンド・ザ・シティ (映画)
  - セックス・アンド・ザ・シティ2
  - AND JUST LIKE THAT... / セックス・アンド・ザ・シティ新章
- 噂のモーガン夫妻
- ケイト・レディが完璧な理由
- 恋するレシピ 〜理想のオトコの作り方〜
- DIVORCE/ディボース
- ニューイヤーズ・イブ
- ローマ発、しあわせ行き

### その他の声優
小林優子
『L.A.ストーリー/恋が降る街』で初担当。『ダドリーの大冒険』でも吹き替えを務めた。
日野由利加
『ホーカス ポーカス』で初担当。サラの主演作品『幸せのポートレート』でも吹き替えを担当した。
勝生真沙子
サラの主演作『マイアミ・ラプソディー』で初担当。『 ファースト・ワイフ・クラブ』でも吹き替えを担当している。
このほかにも、榊原良子、高島雅羅、高乃麗、深見梨加、大津愛理なども声を当てている。